# Kinako
Kinako (きな粉, sojabønnemel) er et udbredt produkt i det japanske køkken.
Det bleggule sojabønnemel fremstilles ved at sojabønner ristes, skrælles og males. Aromaen sammenlignes ofte med jordnøddesmør. Kinako bruges for det meste som krydderi til søde sager, f.eks. mochi. Den kan også drikkes rørt i mælk eller sojadrik.